# Lockheed P-2

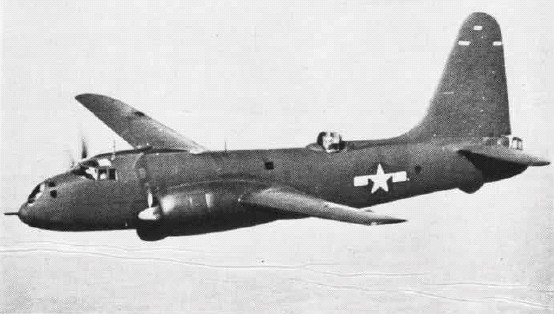
Der XP2V-1-Prototyp 1945

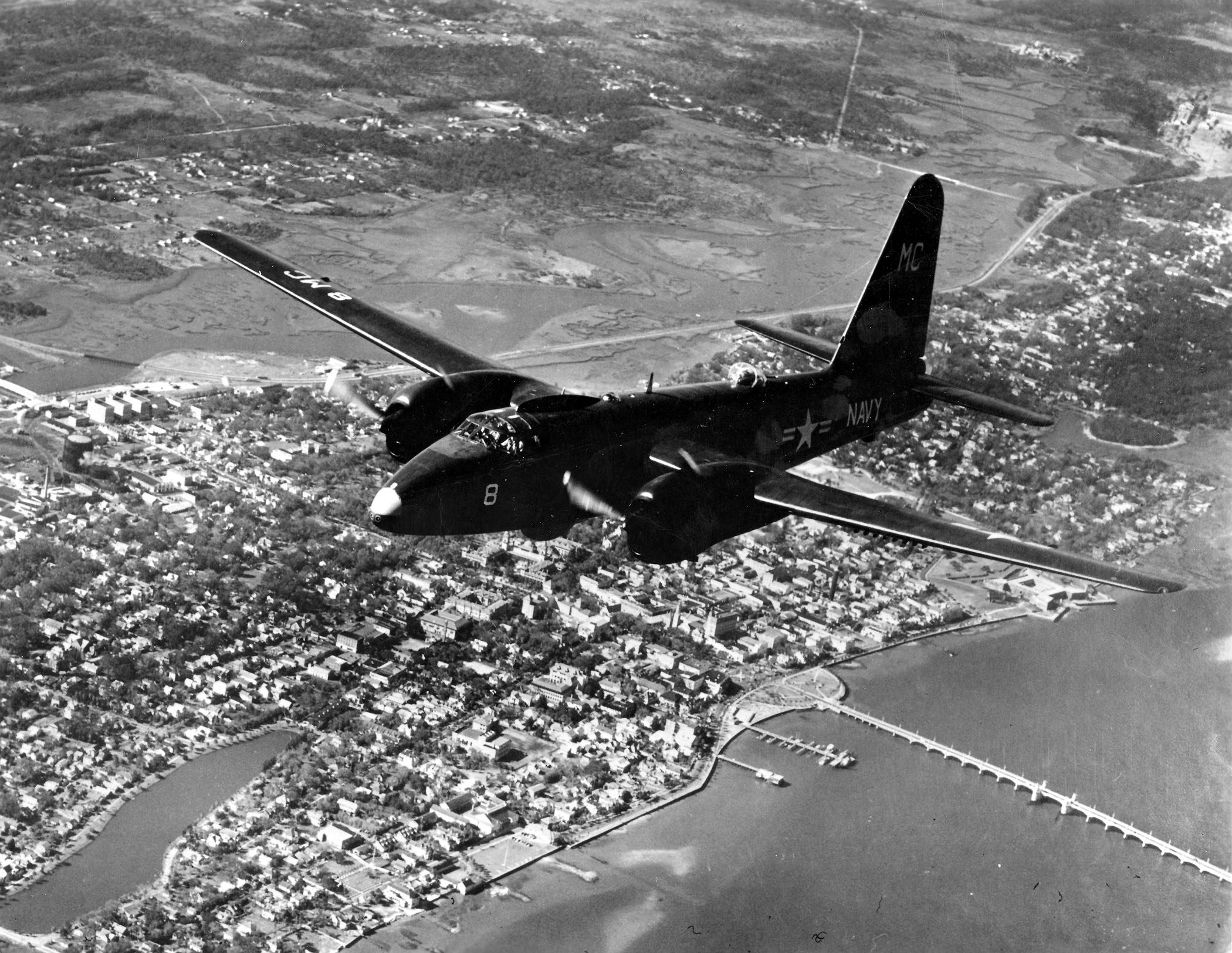
P2V-3 der U.S. Navy 1953

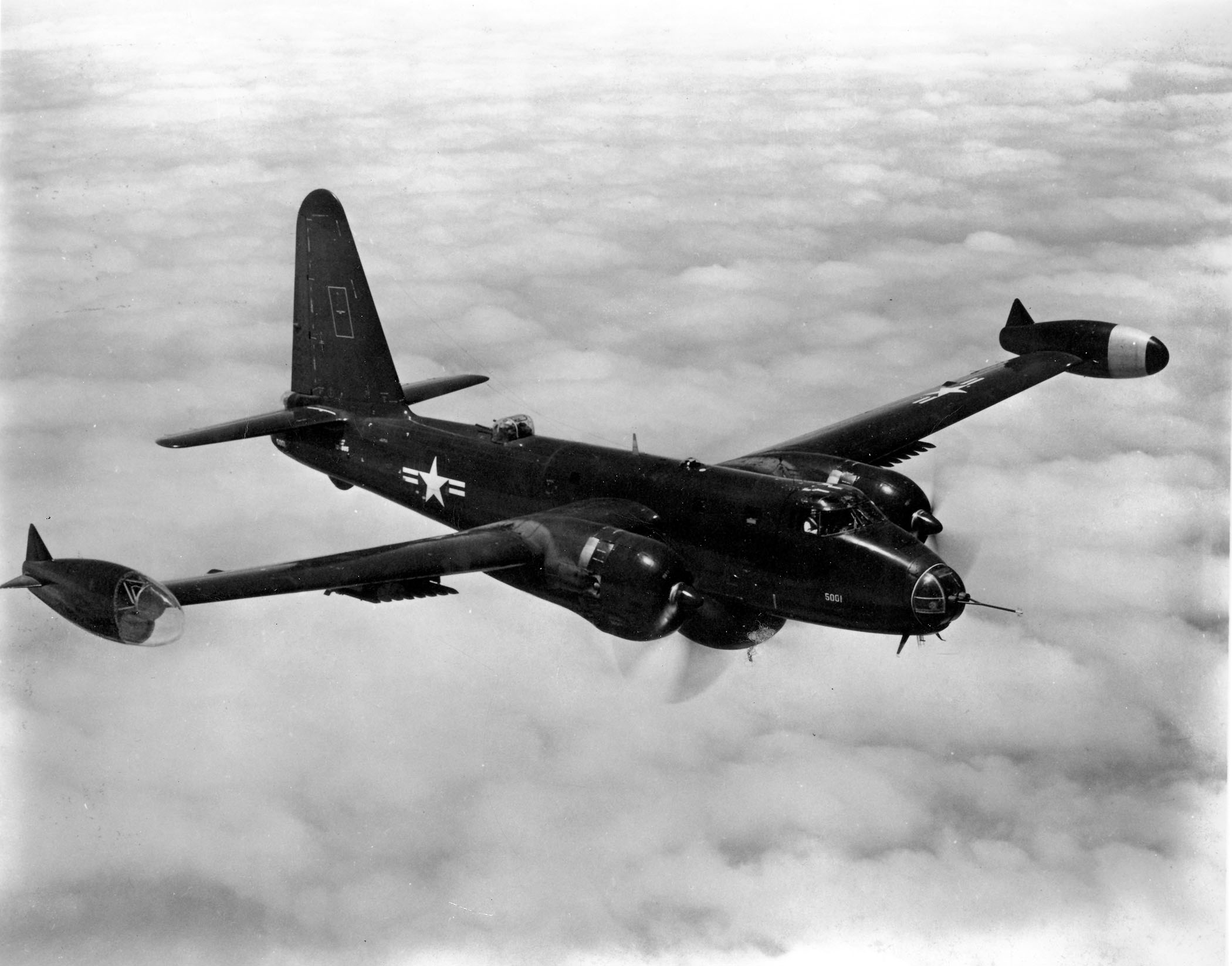
P2V-5 mit Bugturm, 1952

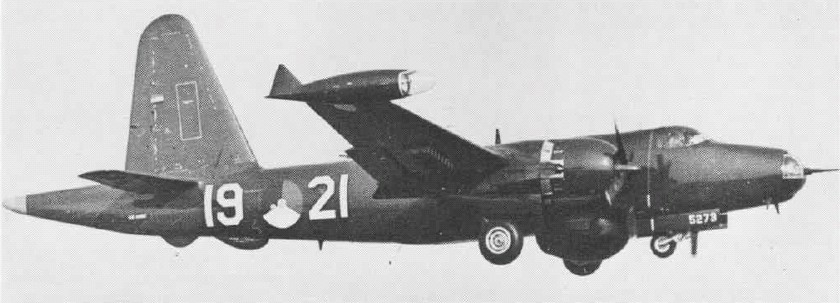
P2V-5 der niederländischen Marine

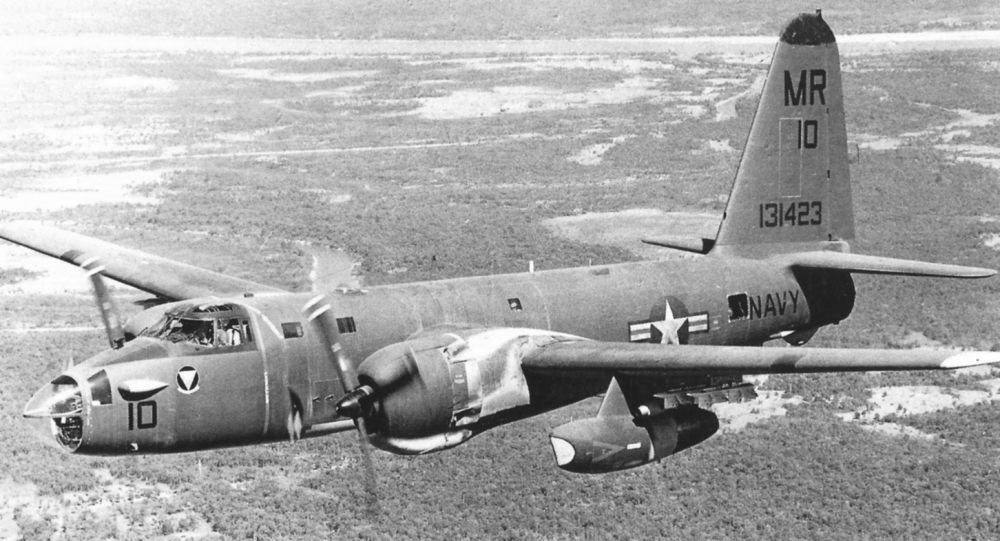
Eine OP-2E der Staffel VO-67 1967/68 über Laos

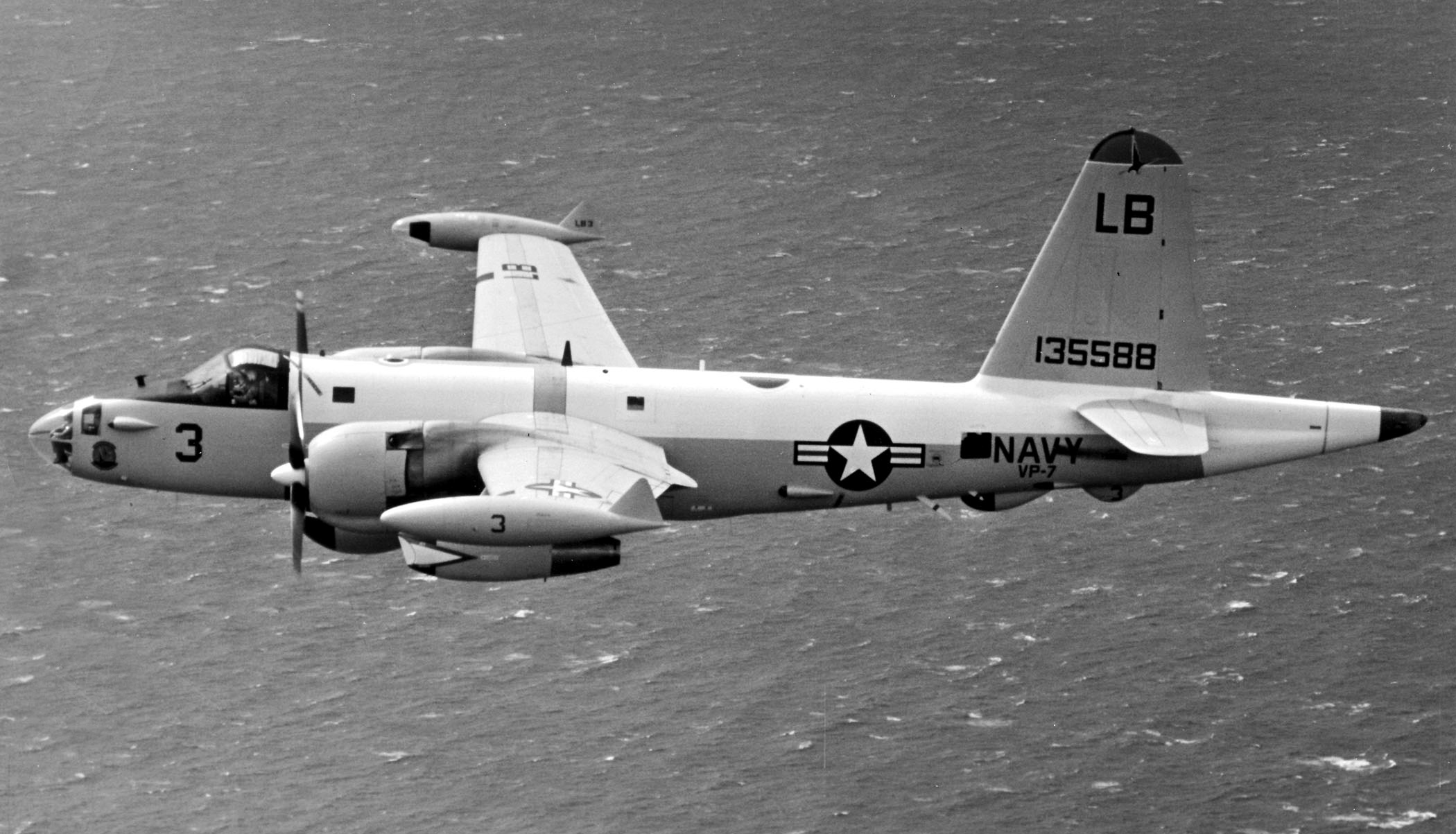
P-2H der U.S. Navy

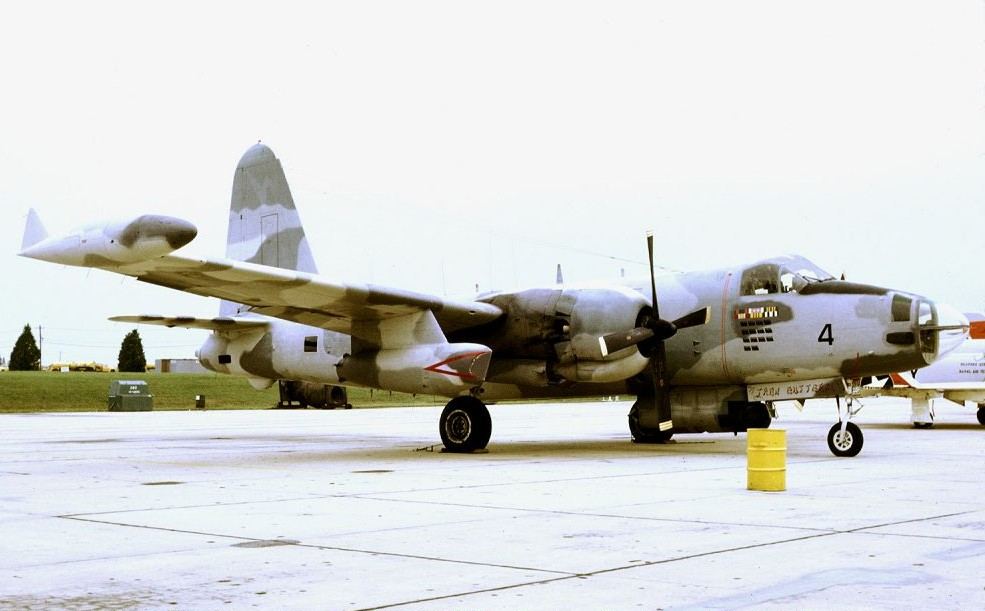
AP-2H der Staffel VAH-21 der U.S. Navy

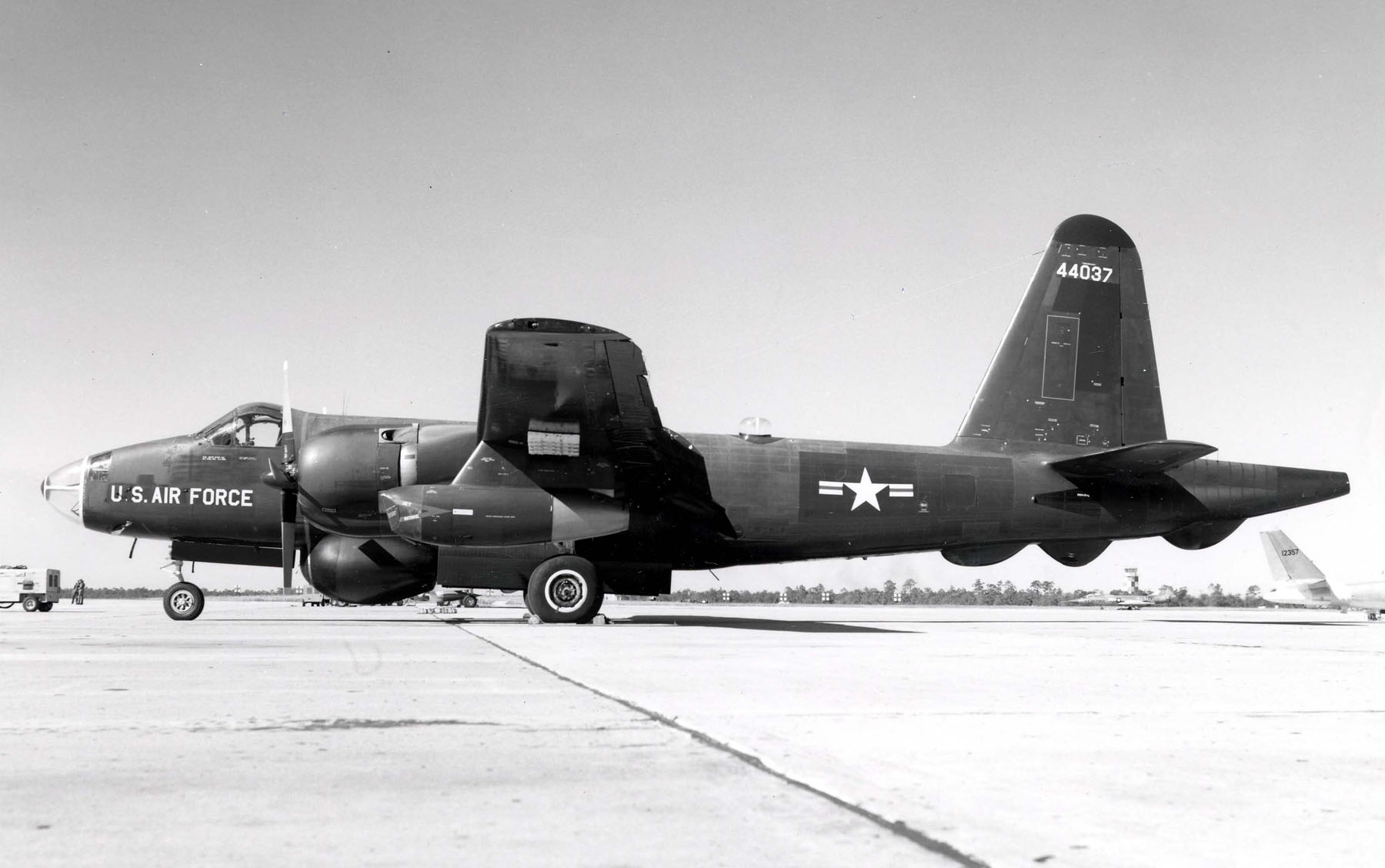
RB-69A der CIA mit Markierungen der USAF

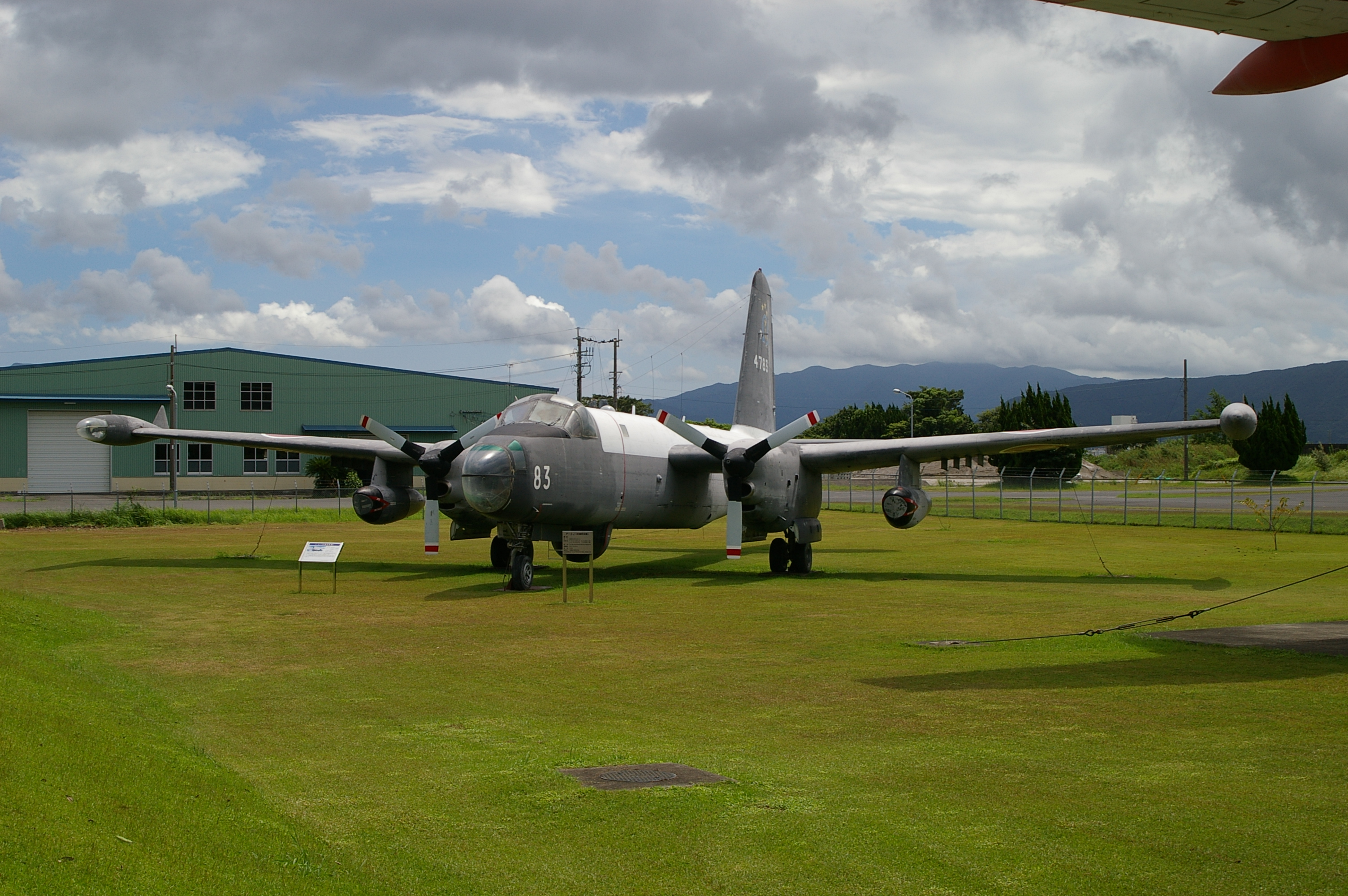
Japanische P-2JKai

Die Lockheed P2V (ab 1962: P-2) Neptune war ein zweimotoriges Marineflugzeug aus US-amerikanischer Produktion. Sie war das erste speziell als Seefernaufklärer konstruierte Landflugzeug. Weiterer Einsatzzweck war die U-Jagd. Ab 1945 gebaut, hatte die Neptune eine der längsten Dienstzeiten aller jemals gebauten Militärflugzeuge.

## Geschichte
Die ersten Designstudien zu der Maschine begannen bereits im September 1941 bei der Lockheed-Tochterfirma Vega. Der Zweite Weltkrieg verhinderte jedoch die weitere Entwicklung. 1944 bestellte dann die US Navy zwei Prototypen XP2V-1 sowie vierzehn Serienmaschinen. Der erste Prototyp der P2V-1 flog am 17. Mai 1945 und zeigte sehr gute Flugeigenschaften. Die Auslieferung der ersten von nunmehr 100 bestellten Maschinen an die Navy begann im Dezember 1945. Das Ende des Zweiten Weltkrieges stoppte jedoch die weitere Produktion und erst im September 1946 wurden weitere 30 Maschinen der Version P2V-2 bestellt. Diese erhielt einen 0,76 m längeren Rumpf, eine stärkere Bewaffnung und einen stärkeren Antrieb mit Vierblatt-Verstellpropellern anstelle der bisherigen Dreiblattpropeller. Im März 1947 wurde mit der VPML-2 die erste Staffel der P2V-1 für einsatzbereit erklärt. Auch die P2V-2 erreichte noch in diesem Jahr ihr Einsatzbereitschaft. Die letzten Maschinen dieser Baureihe wurden im Juli 1948 ausgeliefert. Im August 1948 erfolgte der Erstflug der P2V-3. Diese bis 1949 gebaute Variante war mit stärkeren R-3350-Antrieben mit je 2386 kW ausgerüstet.

### Erster trägergestützter Atombombenträger
Nach dem Ende des Zweiten Weltkriegs sah die US Navy die Notwendigkeit einer eigenen trägergestützten Atomstreitmacht als zwingend an, da die Flotte nach dem Waffenstillstand stark reduziert worden war. Das entsprechend im Juni 1946 in Auftrag gegebene Trägerflugzeug war die North American AJ Savage, die jedoch nicht vor 1949 verfügbar sein würde. Das einzige Flugzeug der US Navy, das in der Lage war, mit einer 4500-kg-Bombe (10.000 lb) von einem Flugzeugträger zu starten, war die Neptune. So wurden zwei P2V-2 mit JATO-Einrichtungen versehen. Dieses System wurde am 27. April 1948 mit dem Start vom Flugzeugträger Coral Sea erfolgreich getestet und zwölf Maschinen als P2V-3C in Auftrag gegeben. Eingesetzt wurden die Maschinen zwischen September 1948 und 1950 bei der eigens gegründeten Composite Heavy Attack Squadron VC-5 in Moffett Field und ab Januar 1950 bei der VC-6.

### Weitere Entwicklung
Die nächste Version war die bis 1950 produzierte P2V-4. Diese erhielt mit Abgasturbinen ausgerüstete R-3350-Triebwerke (Turbo-Compound-Motoren), zusätzliche Tragflächenspitzentanks oder optional ein AN/APS-31-Radar, eine vergrößerte Radarabdeckung für das AN/APS-20-Radar unter dem Vorderrumpf und war mit abwerfbaren Sonarbojen ausgerüstet. Entsprechend dem neu ab 1962 neu eingeführten Bezeichnungssystem der Navy wurde diese Maschine später als P-2D bezeichnet. Der Erststart der sehr erfolgreichen P2V-5 erfolgte am 29. Dezember 1950. Von ihr wurden mehr als 400 in sechs Versionen gebaut. Sie unterschied sich anfangs von der P2V-4 durch eine größere Kraftstoffkapazität und entsprechend dem geplanten Einsatzzweck für die Bekämpfung von Schiffszielen durch zusätzliche Elektronik zum Beispiel für elektronische Gegenmaßnahmen, die von einem zusätzlichen neunten Besatzungsmitglied bedient wurde. Weiterhin wurde im rechten Tragflächenendtank ein Suchscheinwerfer eingebaut. Später erfolgte der Umbau der Maschinen zur P2V-5F. Dafür wurden die Waffenstände entfernt und durch eine Glaskuppel am Bug oder einen MAD-Ausleger am Heck ersetzt. Hauptunterschied war jedoch der Einbau zweier zusätzlicher Strahltriebwerke in Gondeln unter den Tragflächen, um die Flugleistungen zu verbessern. Auch viele ältere Maschinen oder später gebaute Versionen ohne Zusatztriebwerke wurden entsprechend nachgerüstet. Der Prototyp der P2V-6 startete im Oktober 1952 zu seinem Erstflug, dabei kam eine umfangreichere Elektronikausrüstung zum Einsatz. Die letzte Ausführung war die P2V-7, die am 26. April 1954 zum Erstflug abhob und bis Anfang der 1960er-Jahre produziert wurde. Sie erhielt serienmäßig die 15 kN leistenden J-34-WE-34-Strahltriebwerke, den MAD-Ausleger am Heck, eine vergrößerte Kanzel, stromlinienförmigere Tragflächenendtanks und einige modernisierte Systeme.
Insgesamt wurden 1118 Maschinen aller Versionen gebaut; sie waren in den 1950er-Jahren das wichtigste U-Boot-Jagd-Flugzeug der US Navy und wurden auch häufig als Aufklärer verwendet. Sie kam im Korea- und Vietnamkrieg zum Einsatz und diente während der Kuba-Krise als Aufklärer. Nach mehreren Modernisierungsprogrammen endete ihr aktiver Dienst 1970, als die letzte Einsatzstaffel VP-23 ihre SP-2H ausmusterten. Bis zum Ende der 1970er-Jahre war sie nur noch in einigen Reserveeinheiten zu finden.
Die letzten sieben als Feuerlöschflugzeuge im Einsatz befindlichen P2V-5 und -7 der Firma Neptune Aviation, Missoula (Montana), wurden 2017 außer Dienst gestellt und durch umgebaute BAe 146 abgelöst. Die P2Vs wurden verschiedenen Museen übergeben. Während ihrer Einsatzzeit als Löschflugzeug hat die P2V-Flotte 47.000 Einsätze geflogen und dabei 97 Millionen Gallonen Löschmittel abgeworfen.

## Versionen
XP2V-1
Prototyp, einer gebaut.
P2V-1
Serienversion mit je 2300 PS leistenden R-3350-8-Motoren, 15 gebaut.
P2V-2
verlängerter Rumpf, verstärkte Bewaffnung, 81 gebaut.
P2V-2N „Polar Bear“
eine umgebaute P2V-2 mit Ski-Fahrwerk und Detektor für magnetische Anomalien (MAD).
P2V-3
3200 PS leistende R-3350-26W-Motoren, 83 gebaut.
P2V-3C
P2V-3 mit Vorrichtungen zum Start von Flugzeugträgern, 11 gebaut.
P2V-3B
16 umgebaute P2V-3 mit Zielradar ASB-1.
P2V-3W
Frühwarnflugzeug mit Radar APS-20, 30 gebaut.
P2V-3Z
VIP-Transporter bzw. fliegender Führungsstand, 2 gebaut.
P2V-4 (P-2D)
3250 PS leistende R-3350-30W-Motoren, Zusatztanks unter den Tragflächenspitzen, 52 gebaut, serienmäßige Radarverkleidung unter dem Rumpf.
P2V-5
Emmerson-Turm mit zwei 20-mm-Kanonen in der Flugzeugnase, APS-20- und APS-8-Radar, Tragflächenspitzentanks. Während der Produktion wurde der Turm wieder weggelassen und ein MAD im Heck anstelle des Heckturms eingebaut. 424 gebaut.
P2V-5F (P-2E)
P2V-5 mit je einem Westinghouse-Strahltriebwerk J-34-WE-34 unter den Tragflächen.
AP-2E
Umgebaute P-2E für die United States Army, die mit einer SIGINT/ELINT-Ausrüstung im Vietnamkrieg eingesetzt wurden.
P2V-5FD (DP-2E)
als unbewaffnete Zielschleppflugzeuge umgebaute P2V-5F.
P2V-5FE (EP-2E)
P2V-5F mit spezieller Elektronikausrüstung.
P2V-5FS (SP-2E)
P2V-5F mit Julie/Jezebel-Ausrüstung zur U-Boot-Jagd.
OP-2E
12 für das „Igloo White“-Programm umgebaute P-2E. Es diente zum Aufspüren von Vietcong-Kämpfern im Vietnamkrieg. Die Navy-Staffel VO-67 setzte die mit sechsläufigen 7,62-mm-Revolverkanonen SUU-11/A ausgerüsteten Maschinen zwischen Februar 1967 und Juli 1968 über Südostasien ein.
P2V-6 (P-2F)
R-3350-36WA-Motor, APS-70-Radar, konnten Minen abwerfen, 83 gebaut.
P2V-6B (P2V-6M, MP-2F)
16 P2V-6 mit der Fähigkeit, Flugkörper des Typs Fairchild AUM-N-2 (AQM-41) Petrel abzufeuern.
P2V-6F (P-2G)
P2V-6/P-2F mit J-34-Strahltriebwerken.
P2V-6T (TP-2F)
als unbewaffnete Trainer umgebaute P-2F.
P2V-7 (P-2H)
3500 PS leistende R-3350-32W-Motoren, serienmäßig mit J-34-Strahltriebwerken, verbesserte Tragflächenspitzentanks, APS-20-Radar, verglaste Nase und MAD im Heck, 311 gebaut.
P2V-7LP (LP-2J)
Ski-Fahrwerk und Starthilferaketen (JATO), 4 gebaut.
P2V-7S (SP-2H)
P2V-7 mit Julie/Jezebel-Ausrüstung zur U-Boot-Jagd.
AP-2H
4 P-2H mit Ausrüstung für Bodenangriffe.
RB-69A (P2V-7U)
P-2H für die CIA mit Side Looking Airborne Radar (SLAR), fünf gebaut, zwei umgebaut. Flogen Aufklärung mit Markierungen der United States Air Force für die CIA.
Neptune MR.1
Bezeichnung für 52 an die Royal Air Force gelieferte P2V-5.
CP-122 Neptune
Bezeichnung für an Kanada gelieferte P2V-7.
P2V-Kai (P-2J)
von Kawasaki gebaute P-2 mit T64-Turboprops und IHI-J3-Strahltriebwerken (in Lizenz gebaute J-34), verbesserter Avionik und APS-80-Radar. 82 gebaut.

## Produktion
Im Rahmen des Mutual Defense Aid Program (MDAP) wurde die Neptun auch an verbündete Nationen geliefert. Australien erhielt 1951 zwei P2V-4. Weitere zehn P2V-5 wurden gekauft und 1952 (6) und 1953 (4) geliefert. Großbritannien erhielt in den Jahren 1952 (3), 1953 (48) und 1955 (1) insgesamt 52, die Niederlande 1953 (3) und 1954 (7) insgesamt 10 P2V-5 geliefert. Die P2V-6 aus der MDAP-Fertigung gingen an die französischen Marineflieger.
Abnahme der Lockheed Neptun durch die US Navy:
| Version           | 1946 | 1947 | 1948 | 1949 | 1950 | 1951 | 1952 | 1953 | 1954 | 1955 | 1956 | 1957 | 1958 | 1959 | 1960 | 1961 | 1962 | SUMME |
| ----------------- | ---- | ---- | ---- | ---- | ---- | ---- | ---- | ---- | ---- | ---- | ---- | ---- | ---- | ---- | ---- | ---- | ---- | ----- |
| XP2V-1/P2V-1      | 2    | 14   |      |      |      |      |      |      |      |      |      |      |      |      |      |      |      | 16    |
| P2V-2             |      | 34   | 45   |      | 1    |      |      |      |      |      |      |      |      |      |      |      |      | 80    |
| P2V-3             |      |      | 29   | 22   | 2    |      |      |      |      |      |      |      |      |      |      |      |      | 53    |
| P2V-3W            |      |      |      | 16   | 14   |      |      |      |      |      |      |      |      |      |      |      |      | 30    |
| P2V-4             |      |      |      | 1    | 44   | 7    |      |      |      |      |      |      |      |      |      |      |      | 52    |
| P2V-5             |      |      |      |      |      | 40   | 50   | 119  | 140  |      |      |      |      |      |      |      |      | 349   |
| P2V-5 MDAP        |      |      |      |      |      | 4    | 14   | 46   | 1    |      |      |      |      |      |      |      |      | 65    |
| P2V-5 Verkauf     |      |      |      |      |      |      | 12   |      |      |      |      |      |      |      |      |      |      | 12    |
| P2V-6             |      |      |      |      |      |      | 7    | 50   |      |      |      |      |      |      |      |      |      | 57    |
| P2V-6 MDAP        |      |      |      |      |      |      |      | 27   |      |      |      |      |      |      |      |      |      | 27    |
| YP2V-7            |      |      |      |      |      |      |      |      | 3    |      |      |      |      |      |      |      |      | 3     |
| P2V-7             |      |      |      |      |      |      |      |      | 19   | 47   | 30   | 22   | 11   | 23   | 25   | 21   | 5    | 203   |
| P2V-7 Canada      |      |      |      |      |      |      |      |      | 1    | 24   |      |      |      |      |      |      |      | 25    |
| RB-69A CIA        |      |      |      |      |      |      |      |      |      |      | 4    |      |      |      |      |      |      | 4     |
| P2V-7 Japan       |      |      |      |      |      |      |      |      |      | 1    | 5    | 3    | 7    |      |      |      |      | 16    |
| P2V-7 France      |      |      |      |      |      |      |      |      |      |      |      |      | 16   | 10   |      | 7    |      | 33    |
| P2V-7 Netherlands |      |      |      |      |      |      |      |      |      |      |      |      |      |      |      | 9    | 6    | 15    |
| P2V-7 Australia   |      |      |      |      |      |      |      |      |      |      |      |      |      |      |      |      | 12   | 12    |
| SUMME             | 2    | 48   | 74   | 39   | 61   | 51   | 83   | 242  | 164  | 72   | 39   | 25   | 34   | 33   | 25   | 37   | 23   | 1052  |

## Militärische Nutzer
Argentinien
8
 Australien
Royal Australian Air Force
 Brasilien
Força Aérea Brasileira: 14
 Chile
 China
 Frankreich
Marine Nationale
 Japan
 Kanada
 Niederlande
Koninklijke Marine
 Portugal
 Vereinigtes Königreich
Royal Air Force: 52 P2V-5 Neptune MR.1
 Vereinigte StaatenUnited States Army
United States Navy
Central Intelligence Agency 7 RB-69A in USAF-Kennzeichnung.

## Zwischenfälle
Während des Kalten Krieges wurde bei einer Aufklärungsmission eine P2V am 6. November 1951 von einem sowjetischen Jagdflugzeug vom Typ Lawotschkin La-11 über dem Japanischen Meer abgeschossen. Die zehn Besatzungsmitglieder gelten bis heute als vermisst.
- Am 18. Januar 1953 wurde eine P2V von chinesischen Küstenbatterien getroffen und stürzte in die Straße von Formosa. Elf Besatzungsmitglieder konnten von einem Flugzeug vom Typ PBM-5G Mariner der US Coast Guard erreicht werden. Das Marineflugzeug stürzte bei rauer See jedoch ebenfalls ab. Der US-Zerstörer Halsey Powell konnte elf Personen retten, darunter sieben der abgestürzten P2V.
- Am 1. Februar 1958 kollidierte eine Douglas DC-6/C-118A der United States Air Force (USAF) (53-3277) im Steigflug unter Sichtflugbedingungen mit einer Lockheed P2V-5F Neptune der US Navy auf einem Trainingsflug. Die DC-6 war auf dem Flughafen Long Beach (Kalifornien, USA) gestartet, und beide Maschinen stürzten im 11 Kilometer nordöstlich davon gelegenen Norwalk ab. Alle 41 Insassen der DC-6, sechs Besatzungsmitglieder und 35 Passagiere, wurden getötet. In der Neptune wurden 6 der 8 Insassen getötet, ebenso wie eine Person am Boden.[9]
- Am 10. Januar 1963 wurde eine Lockheed P-2H Neptune der United States Navy (US Navy) (Bu 135559) im Anflug auf die Kodiak Naval Air Station (Alaska) gegen einen Hang geflogen. Bei diesem CFIT (Controlled flight into terrain) wurden 7 der 12 Insassen getötet. Das Flugzeug wurde zerstört.[10]

## Technische Daten

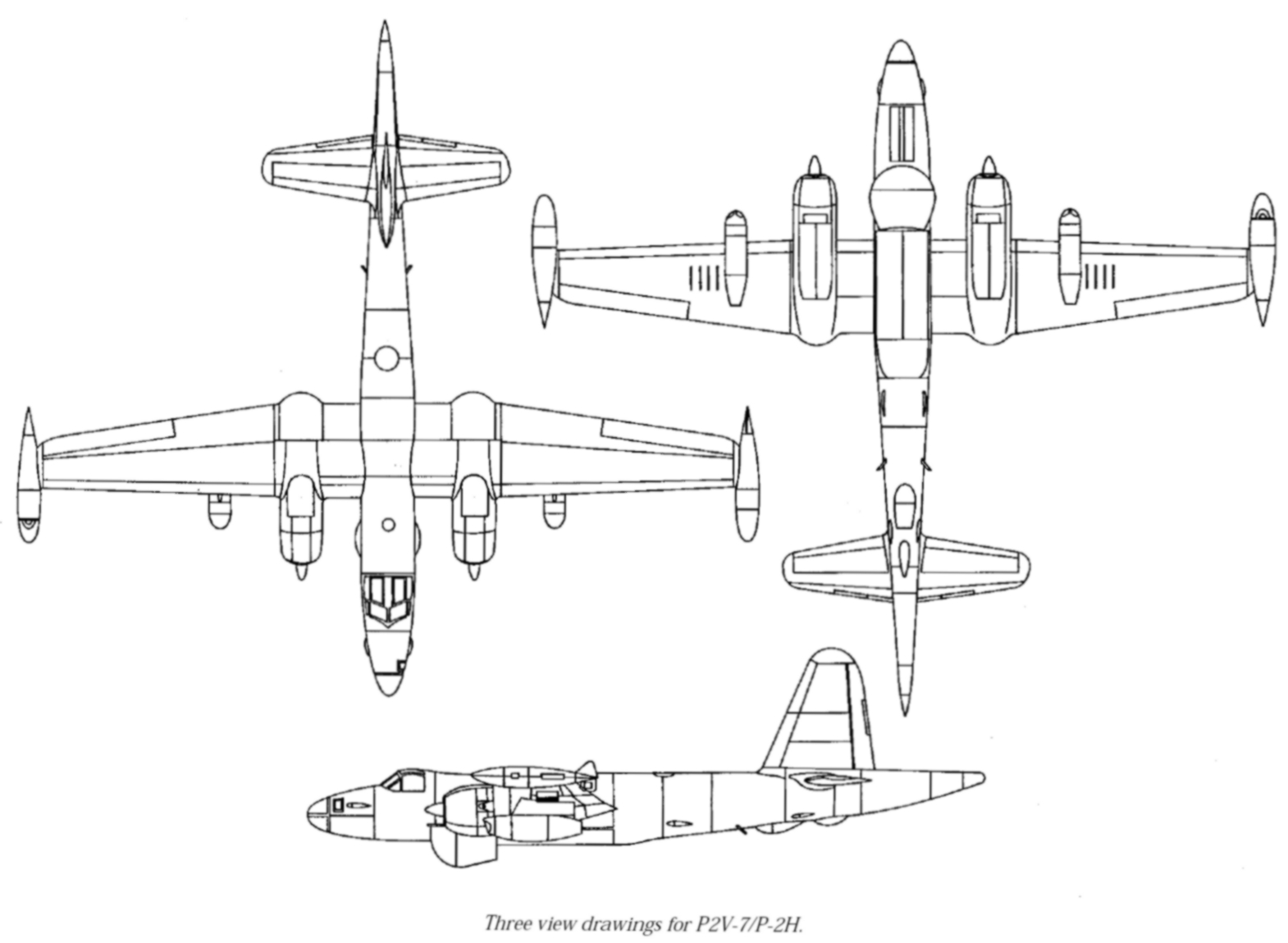
Dreiseitenriss der P-2H

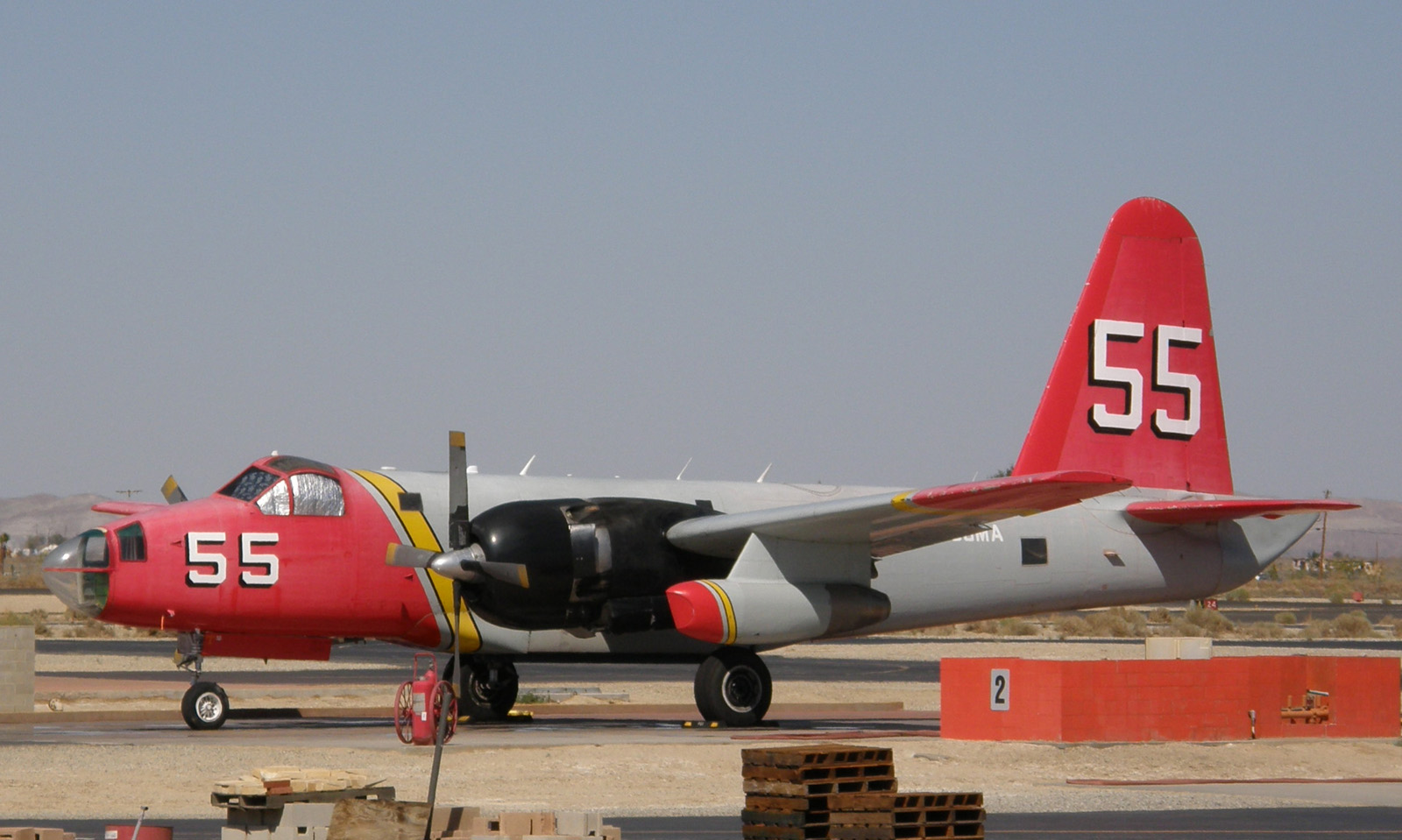
P-2H als Feuerlöschflugzeug

| Kenngröße             | Daten (P2V-2)                                                 | Daten (P2V-5F)                                                                                                   | Daten (P2V-7) |
| --------------------- | ------------------------------------------------------------- | --- | --- |
| Besatzung             | 7                                                             | 10 | 10 |
| Länge                 | 23,8 m                                                        | 27,8 m | 27,83 m |
| Spannweite            | 30,5 m                                                        | 31,65 m | 31,65 m |
| Höhe                  | ? m                                                           | ? m | 8,94 m |
| Leermasse             | ? t                                                           | 18,9 t | 19,5 t |
| Startmasse            | 28,6 t                                                        | 34,5 t | 36,3 t |
| Höchstgeschwindigkeit | 515 km/h                                                      | 520 km/h | 586 km/h |
| Marschgeschwindigkeit | 287 km/h                                                      | 333 km/h | 300 km/h |
| Dienstgipfelhöhe      | 7925 m                                                        | 7700 m | 6830 m |
| Reichweite            | 6410 km                                                       | 7650 km | 7000 km |
| Triebwerke            | 2 Sternmotoren Wright R-3350-24W mit je 2090 kW Startleistung | 2 Sternmotoren Wright R-3350-30W mit je 2800 kW und 2 Strahltriebwerke Westinghouse J34-WE-34 mit je 15 kN Schub | 2 Sternmotoren Wright R-3350-32W Cyclone mit je 2985 kW und 2 Strahltriebwerke Westinghouse J34-WE-36 mit je 15 kN Schub                           |
| Bewaffnung            |                                                               | | max. Waffenlast 3629 kg, Aufhängung für ungelenkte Luft-Boden-Raketen unter den Tragflächen, Bombenschacht für Wasserbomben, Torpedos und Seeminen |